# 17205 McCreery
A 17205 McCreery (ideiglenes jelöléssel (17205) 2000 AM105) a Naprendszer kisbolygóövében található aszteroida. A LINEAR projekt keretében fedezték fel 2000. január 5-én.